# 塞米丰特

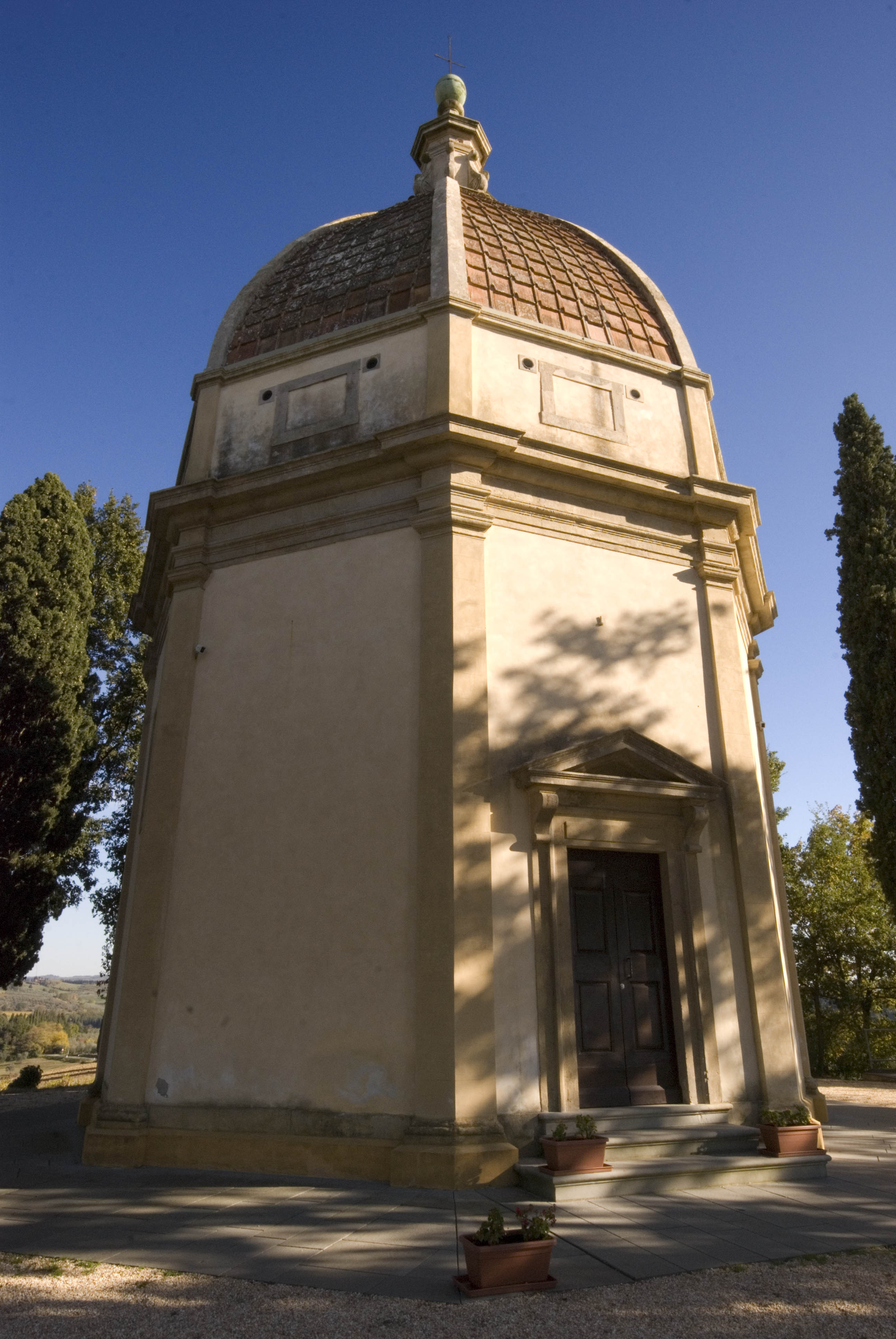
塞米丰特遺址附近的圣米迦勒大教堂

塞米丰特（義大利語：Semifonte）是意大利托斯卡纳歷史上的一座要塞，建于12世纪末，1202年被佛罗伦萨摧毀，遺址位於埃尔萨河谷巴贝里诺。佛罗伦萨當時要求當地居民拆除塞米丰特任何建築物，並将這些居民全部流放，且禁止任何人在该地再建任何建筑。直到1597年，桑蒂·狄·蒂托在塞米丰特遗址上建造了一座纪念性的小教堂，教堂內供奉着圣米迦勒。这个小教堂或者是18世纪由洛雷纳（Lorena）家族建造的。小教堂上方的圆顶是以1:8的比例複製佛罗伦萨大教堂上的菲利波·布鲁内莱斯基圆顶而來。

## 備註
1. ↑  Herbert L. Oerter, "Campaldino, 1289", Speculum, 43:3:429 (1968). JSTOR 2855837